# Масино Висконти
Масѝно Виско̀нти (на италиански: Massino Visconti, на местен диалект: Massin, Масин) е село и община в Северна Италия, провинция Новара, регион Пиемонт. Разположено е на 465 m надморска височина. Населението на общината е 1083 души (към 2014 г.).